# سفارة لوكسمبورغ في المملكة المتحدة
سفارة لوكسمبورغ في المملكة المتحدة هي أرفع تمثيل دبلوماسي لدولة لوكسمبورغ لدى المملكة المتحدة. تقع السفارة في لندن وهي تهدف لتعزيز المصالح اللوكسمبورغية في المملكة المتحدة.

## وصلات خارجية
- الموقع الرسمي
- قائمة سفارات لوكسمبورغ
- قائمة السفارات في المملكة المتحدة